# سيمويس فيلهو
سيمويس فيلهو هي بلدية في البرازيل، تتبع باهيا، بلغ عدد سكانها 94٬066  نسمة، في 2000، تبلغ مساحتها 192٫163 كيلومتر مربع.

## الموقع
تشترك في الحدود مع:
- سالفادور.

## أعلام
- دانيلو باربوسا